# اولشانکا (شهرستان ووشتسه)
اولشانکا (به لهستانی:  Olszanka) یک روستا در لهستان است که در گمینا اولشانکا (استان ماسوویان) واقع شده‌است. اولشانکا ۳۷۵ نفر جمعیت دارد.